# 多哥國家足球隊
多哥國家足球隊是多哥的足球代表隊，由多哥足球協會負責管轄，2006年世界盃-非洲區外圍賽成功在分組賽階段壓倒上屆世界盃表現出色的塞內加爾，不過在分組賽以三戰三敗成績出局。在非洲國家杯部分，則在2013年打進八強，為隊史最佳成績。
多哥的球衣贊助商是Puma。

## 世界盃成績
| 世界盃參賽紀錄 | 世界盃參賽紀錄 | 世界盃參賽紀錄 | 世界盃參賽紀錄 | 世界盃參賽紀錄 | 世界盃參賽紀錄 | 世界盃參賽紀錄 | 世界盃參賽紀錄 | 世界盃參賽紀錄 |
| 年份           | 最終成績       | 總排名         | 場數           | 勝             | 和*            | 負             | 入球           | 失球           |
| -------------- | -------------- | -------------- | -------------- | -------------- | -------------- | -------------- | -------------- | -------------- |
| 1930年         | 沒有參與       | 沒有參與       | 沒有參與       | 沒有參與       | 沒有參與       | 沒有參與       | 沒有參與       | 沒有參與       |
| 1934年         | 沒有參與       | 沒有參與       | 沒有參與       | 沒有參與       | 沒有參與       | 沒有參與       | 沒有參與       | 沒有參與       |
| 1938年         | 沒有參與       | 沒有參與       | 沒有參與       | 沒有參與       | 沒有參與       | 沒有參與       | 沒有參與       | 沒有參與       |
| 1950年         | 沒有參與       | 沒有參與       | 沒有參與       | 沒有參與       | 沒有參與       | 沒有參與       | 沒有參與       | 沒有參與       |
| 1954年         | 沒有參與       | 沒有參與       | 沒有參與       | 沒有參與       | 沒有參與       | 沒有參與       | 沒有參與       | 沒有參與       |
| 1958年         | 沒有參與       | 沒有參與       | 沒有參與       | 沒有參與       | 沒有參與       | 沒有參與       | 沒有參與       | 沒有參與       |
| 1962年         | 沒有參與       | 沒有參與       | 沒有參與       | 沒有參與       | 沒有參與       | 沒有參與       | 沒有參與       | 沒有參與       |
| 1966年         | 沒有參與       | 沒有參與       | 沒有參與       | 沒有參與       | 沒有參與       | 沒有參與       | 沒有參與       | 沒有參與       |
| 1970年         | 沒有參與       | 沒有參與       | 沒有參與       | 沒有參與       | 沒有參與       | 沒有參與       | 沒有參與       | 沒有參與       |
| 1974年         | 外圍賽出局     | 外圍賽出局     | 外圍賽出局     | 外圍賽出局     | 外圍賽出局     | 外圍賽出局     | 外圍賽出局     | 外圍賽出局     |
| 1978年         | 外圍賽出局     | 外圍賽出局     | 外圍賽出局     | 外圍賽出局     | 外圍賽出局     | 外圍賽出局     | 外圍賽出局     | 外圍賽出局     |
| 1982年         | 外圍賽出局     | 外圍賽出局     | 外圍賽出局     | 外圍賽出局     | 外圍賽出局     | 外圍賽出局     | 外圍賽出局     | 外圍賽出局     |
| 1986年         | 沒有參與       | 沒有參與       | 沒有參與       | 沒有參與       | 沒有參與       | 沒有參與       | 沒有參與       | 沒有參與       |
| 1990年         | 沒有參與       | 沒有參與       | 沒有參與       | 沒有參與       | 沒有參與       | 沒有參與       | 沒有參與       | 沒有參與       |
| 1994年         | 外圍賽出局     | 外圍賽出局     | 外圍賽出局     | 外圍賽出局     | 外圍賽出局     | 外圍賽出局     | 外圍賽出局     | 外圍賽出局     |
| 1998年         | 外圍賽出局     | 外圍賽出局     | 外圍賽出局     | 外圍賽出局     | 外圍賽出局     | 外圍賽出局     | 外圍賽出局     | 外圍賽出局     |
| 2002年         | 外圍賽出局     | 外圍賽出局     | 外圍賽出局     | 外圍賽出局     | 外圍賽出局     | 外圍賽出局     | 外圍賽出局     | 外圍賽出局     |
| 2006年         | 小組賽         | 30             | 3              | 0              | 0              | 3              | 1              | 6              |
| 2010年         | 外圍賽出局     | 外圍賽出局     | 外圍賽出局     | 外圍賽出局     | 外圍賽出局     | 外圍賽出局     | 外圍賽出局     | 外圍賽出局     |
| 2014年         | 外圍賽出局     | 外圍賽出局     | 外圍賽出局     | 外圍賽出局     | 外圍賽出局     | 外圍賽出局     | 外圍賽出局     | 外圍賽出局     |
| 2018年         | 外圍賽出局     | 外圍賽出局     | 外圍賽出局     | 外圍賽出局     | 外圍賽出局     | 外圍賽出局     | 外圍賽出局     | 外圍賽出局     |
| 2022年         | 外圍賽出局     | 外圍賽出局     | 外圍賽出局     | 外圍賽出局     | 外圍賽出局     | 外圍賽出局     | 外圍賽出局     | 外圍賽出局     |
| 總結           | 小組賽         | 1/22           | 3              | 0              | 0              | 3              | 1              | 6              |

多哥2006年世界杯小组赛与韩国、瑞士和法国同分在G组，具体战绩为：
多哥 VS 韩国 1：2
 多哥 VS 瑞士 0：2
 多哥 VS 法国 0：2

## 非洲國家盃成績
| 非洲國家盃參賽紀錄 | 非洲國家盃參賽紀錄         | 非洲國家盃參賽紀錄         | 非洲國家盃參賽紀錄         | 非洲國家盃參賽紀錄         | 非洲國家盃參賽紀錄         | 非洲國家盃參賽紀錄         | 非洲國家盃參賽紀錄         | 非洲國家盃參賽紀錄         |
| 年份               | 最終成績                   | 總排名                     | 場數                       | 勝                         | 和*                        | 負                         | 入球                       | 失球                       |
| ------------------ | -------------------------- | -------------------------- | -------------------------- | -------------------------- | -------------------------- | -------------------------- | -------------------------- | -------------------------- |
| 1957年             | 屬於法國的一部分           | 屬於法國的一部分           | 屬於法國的一部分           | 屬於法國的一部分           | 屬於法國的一部分           | 屬於法國的一部分           | 屬於法國的一部分           | 屬於法國的一部分           |
| 1959年             | 屬於法國的一部分           | 屬於法國的一部分           | 屬於法國的一部分           | 屬於法國的一部分           | 屬於法國的一部分           | 屬於法國的一部分           | 屬於法國的一部分           | 屬於法國的一部分           |
| 1962年             | 不屬於非洲足球協會的一部分 | 不屬於非洲足球協會的一部分 | 不屬於非洲足球協會的一部分 | 不屬於非洲足球協會的一部分 | 不屬於非洲足球協會的一部分 | 不屬於非洲足球協會的一部分 | 不屬於非洲足球協會的一部分 | 不屬於非洲足球協會的一部分 |
| 1963年             | 不屬於非洲足球協會的一部分 | 不屬於非洲足球協會的一部分 | 不屬於非洲足球協會的一部分 | 不屬於非洲足球協會的一部分 | 不屬於非洲足球協會的一部分 | 不屬於非洲足球協會的一部分 | 不屬於非洲足球協會的一部分 | 不屬於非洲足球協會的一部分 |
| 1965               | 沒有參賽                   | 沒有參賽                   | 沒有參賽                   | 沒有參賽                   | 沒有參賽                   | 沒有參賽                   | 沒有參賽                   | 沒有參賽                   |
| 1968年             | 外圍賽出局                 | 外圍賽出局                 | 外圍賽出局                 | 外圍賽出局                 | 外圍賽出局                 | 外圍賽出局                 | 外圍賽出局                 | 外圍賽出局                 |
| 1970年             | 外圍賽出局                 | 外圍賽出局                 | 外圍賽出局                 | 外圍賽出局                 | 外圍賽出局                 | 外圍賽出局                 | 外圍賽出局                 | 外圍賽出局                 |
| 1972年             | 小組賽                     | 7/8                        | 3                          | 0                          | 2                          | 1                          | 4                          | 6                          |
| 1974年             | 退出                       | 退出                       | 退出                       | 退出                       | 退出                       | 退出                       | 退出                       | 退出                       |
| 1976年             | 外圍賽出局                 | 外圍賽出局                 | 外圍賽出局                 | 外圍賽出局                 | 外圍賽出局                 | 外圍賽出局                 | 外圍賽出局                 | 外圍賽出局                 |
| 1978年             | 外圍賽出局                 | 外圍賽出局                 | 外圍賽出局                 | 外圍賽出局                 | 外圍賽出局                 | 外圍賽出局                 | 外圍賽出局                 | 外圍賽出局                 |
| 1980年             | 外圍賽出局                 | 外圍賽出局                 | 外圍賽出局                 | 外圍賽出局                 | 外圍賽出局                 | 外圍賽出局                 | 外圍賽出局                 | 外圍賽出局                 |
| 1982年             | 外圍賽出局                 | 外圍賽出局                 | 外圍賽出局                 | 外圍賽出局                 | 外圍賽出局                 | 外圍賽出局                 | 外圍賽出局                 | 外圍賽出局                 |
| 1984年             | 小組賽                     | 8/8                        | 3                          | 0                          | 1                          | 2                          | 1                          | 7                          |
| 1986年             | 外圍賽出局                 | 外圍賽出局                 | 外圍賽出局                 | 外圍賽出局                 | 外圍賽出局                 | 外圍賽出局                 | 外圍賽出局                 | 外圍賽出局                 |
| 1988年             | 外圍賽出局                 | 外圍賽出局                 | 外圍賽出局                 | 外圍賽出局                 | 外圍賽出局                 | 外圍賽出局                 | 外圍賽出局                 | 外圍賽出局                 |
| 1990年             | 退出                       | 退出                       | 退出                       | 退出                       | 退出                       | 退出                       | 退出                       | 退出                       |
| 1992年             | 外圍賽出局                 | 外圍賽出局                 | 外圍賽出局                 | 外圍賽出局                 | 外圍賽出局                 | 外圍賽出局                 | 外圍賽出局                 | 外圍賽出局                 |
| 1994年             | 外圍賽開始前退出           | 外圍賽開始前退出           | 外圍賽開始前退出           | 外圍賽開始前退出           | 外圍賽開始前退出           | 外圍賽開始前退出           | 外圍賽開始前退出           | 外圍賽開始前退出           |
| 1996年             | 外圍賽出局                 | 外圍賽出局                 | 外圍賽出局                 | 外圍賽出局                 | 外圍賽出局                 | 外圍賽出局                 | 外圍賽出局                 | 外圍賽出局                 |
| 1998年             | 小組賽                     | 12/16                      | 3                          | 1                          | 0                          | 2                          | 3                          | 3                          |
| 2000年             | 小組賽                     | 10/16                      | 3                          | 1                          | 1                          | 1                          | 2                          | 3                          |
| 2002年             | 小組賽                     | 12/16                      | 3                          | 0                          | 2                          | 1                          | 0                          | 3                          |
| 2004年             | 外圍賽出局                 | 外圍賽出局                 | 外圍賽出局                 | 外圍賽出局                 | 外圍賽出局                 | 外圍賽出局                 | 外圍賽出局                 | 外圍賽出局                 |
| 2006年             | 小組賽                     | 16/16                      | 3                          | 0                          | 0                          | 3                          | 2                          | 7                          |
| 2008年             | 外圍賽出局                 | 外圍賽出局                 | 外圍賽出局                 | 外圍賽出局                 | 外圍賽出局                 | 外圍賽出局                 | 外圍賽出局                 | 外圍賽出局                 |
| 2010年             | 因叛軍襲擊而退出比賽       | 因叛軍襲擊而退出比賽       | 因叛軍襲擊而退出比賽       | 因叛軍襲擊而退出比賽       | 因叛軍襲擊而退出比賽       | 因叛軍襲擊而退出比賽       | 因叛軍襲擊而退出比賽       | 因叛軍襲擊而退出比賽       |
| 2012年             | 外圍賽出局                 | 外圍賽出局                 | 外圍賽出局                 | 外圍賽出局                 | 外圍賽出局                 | 外圍賽出局                 | 外圍賽出局                 | 外圍賽出局                 |
| 2013年             | 八強                       | 8/16                       | 4                          | 1                          | 1                          | 2                          | 4                          | 4                          |
| 2015年             | 外圍賽出局                 | 外圍賽出局                 | 外圍賽出局                 | 外圍賽出局                 | 外圍賽出局                 | 外圍賽出局                 | 外圍賽出局                 | 外圍賽出局                 |
| 2017年             | 小組賽                     | 16/16                      | 3                          | 0                          | 1                          | 2                          | 2                          | 6                          |
| 2019年             | 外圍賽出局                 | 外圍賽出局                 | 外圍賽出局                 | 外圍賽出局                 | 外圍賽出局                 | 外圍賽出局                 | 外圍賽出局                 | 外圍賽出局                 |
| 2021年             | 外圍賽出局                 | 外圍賽出局                 | 外圍賽出局                 | 外圍賽出局                 | 外圍賽出局                 | 外圍賽出局                 | 外圍賽出局                 | 外圍賽出局                 |
| 2023年             | 外圍賽出局                 | 外圍賽出局                 | 外圍賽出局                 | 外圍賽出局                 | 外圍賽出局                 | 外圍賽出局                 | 外圍賽出局                 | 外圍賽出局                 |
| Total              | 1次八強                    | 8/32                       | 25                         | 3                          | 8                          | 14                         | 18                         | 39                         |

## 遇袭
2010年1月8日，多哥國家隊乘坐旅遊巴士由集訓地剛果共和国前往安哥拉卡賓達參與2010年非洲國家盃，進入安哥拉國境後受到武裝分子槍擊，造成2死7傷。得到証實的死者包括多哥國家隊助理教練和球隊新聞發言人、記者，而傷者則包括球隊的後衛阿卡波及後備門將奧比拉雷，後者更是重傷危殆，被送住南非搶救。當地反政府分離組織「卡賓達解放陣線」（FLEC）事後承認責任，稱襲擊的目標是護送車隊的軍警。
儘管多哥國腳期望繼續留在安哥拉參加賽事，向遇難的死者致敬。但多哥總理洪博強調，他們的國家足球隊必須返回多哥，退出今屆非洲國家盃賽事，並已派出總統專機前往安哥拉，接載國家隊職球員返國。他表示，如果有隊伍或個人宣稱自己代表多哥，都屬錯誤表述，非洲足協宣佈多哥被禁止參加隨後兩屆非洲國家盃；但是其後這項禁令經多哥國家隊向國際體育仲裁院上訴，加上時任國際足協會長塞普·布拉特居中調解，最終於2010年5月14日在非洲足協執行委員會會議後即時解除禁令，多哥獲准參與2012年和2013年的非洲國家盃外圍賽

## 著名球員
- 艾迪巴約
- 穆罕默德·卡迪爾
- 沙利科
- 科西·阿加西（英语：Kossi Agassa）
- 阿萊克斯·羅莫（英语：Alaixys Romao）
- 穆罕默德·卡德爾（英语：Mohamed Kader）